# Шупеня, Степан Петрович
Степан Петрович Шупеня (бел. Сцяпан Пятровіч Шупеня) — советский хозяйственный, государственный и политический деятель.

## Биография
Родился в 1896 году в деревне Нача Борисовского повета Минской губернии Российской империи. Член КПСС с 1926 года.
С 1908 года — на хозяйственной, общественной и политической работе. В 1908—1966 гг. — крестьянин, участник Гражданской войны, военнослужащий железнодорожных войск, работник Борисовского райкома КП(б) Беларуси, инструктор политотдела МТС в Бобруйском и Заславском районах, председатель Заславльского, Ляховичского райисполкомов, 1-й секретарь Щучинского районного комитета КП(б) Беларуси, уполномоченный Белорусского Штаба партизанского движения по Щучинской зоне, командир партизанского соединения Щучинской зоны. С 1944 по 1946 год — 1-й секретарь Слонимского районного комитета КП(б) Беларуси (Барановичская область). С 1946 по январь 1954 года — председатель Исполнительного комитета Полоцкого областного Совета. С 18 февраля 1949 по 24 января 1956 года — член ЦК КП(б) — КП Беларуси. С января 1954 года — заместитель председателя Исполнительного комитета Витебского областного Совета. С 27 января 1956 по 17 февраля 1960 года — кандидат в члены ЦК КП Беларуси.
Избирался депутатом Верховного Совета СССР 3-го созыва, Верховного Совета Белорусской ССР 2-го, 4-го созывов.
Умер в Минске в 1979 году.

## Награды и звания
- Орден Ленина
- Орден Октябрьской Революции
- Орден Красного Знамени
- Орден Суворова
- Медаль "Партизану Отечественной войны" I и II степени
- Медаль «За победу над Германией в Великой Отечественной войне 1941—1945 гг.»
- Почётный гражданин г. Щучин

## Память
- Имя С. П. Шупени присвоено средней школе в Орля Щучинского района Гродненской области[3]. На здании школы установлена мемориальная доска. Одна из экспозиций в школьном музее посвящена С. П. Шупене. Его имя носит и пионерская дружина школы.
- Одна из улиц в Щучине носит имя С. П. Шупени.